# Георг Фридрих Александер фон Шварценберг-Хоенландсберг
Георг Фридрих Александер фон Шварценберг-Хоенландсберг (на немски: Georg Friedrich Alexander
Freiherr von (thoe) Schwartzenberg und Hohenlansberg; * 7 октомври 1842, Вибрандащате, Хихтум, Фризия; † 25 март 1918, Висбаден) е благородник от род Шварценберги, фрайхер на Шварценберг-Хоенландсберг, пруски ритмайстер. През 1910 г. е издигнат на пруски фрайхер.

## Произход
Той е вторият син на фрайхер Вилко Холдинга Тялинг Камстра фон Шварценберг-Хоенландсберг (1805 – 1881) и съпругата му Луиза Емилия фон Манщайн (1814 – 1895), дъщеря на Фридрих Вилхелм фон Манщайн и Мария Елизабет Ахтер. Брат е на фрайхер Хенри Лодевик Йохан Онуфриус фон Шварценберг-Хоенландсберг (1841 – 1922) и на Кристина Емилия Анна Адриана фон Шварценберг-Хоенландсберг (1839 – 1927), омъжена на 15 октомври 1869 г. в Берлин за Роберт Карл Ойген фон Манщайн (1840 – 1870 в битка).

## Фамилия
Георг Фридрих Александер фон Шварценберг-Хоенландсберг се жени на 16 януари 1886 г. в Шохвиц (днес част от Залцатал) за Елзбет Каролина Евгения (* 10 февруари 1856, Потсдам, Бранденбург; † 10 март 1945, Линен, Вестфалия), дъщеря на пруския генерал-лейтенант Херман фон Алвенслебен (1809 – 1887) и Каролина фон Калич (1814 – 1878).Те имат децата:
- Агнес фон Шварценберг-Хоенландсберг (* 10 януари 1892), омъжена на 17 юли 1918 г. за Бернхард Валтер фон Хингст († 14 декември 1929)
- Сибила фон Шварценберг-Хоенландсберг (* 1 ноември 1893), омъжена на 2 октомври 1919 г. за Фридрих Лудвиг Кулман
- Волфганг фон Шварценберг-Хоенландсберг (* 6 юли 1895; †. 12 август 1915, в битка при Палмиери, Курланд)
- Елза фон Шварценберг-Хоенландсберг (* 21 май 1897)